# Adelsdorfové

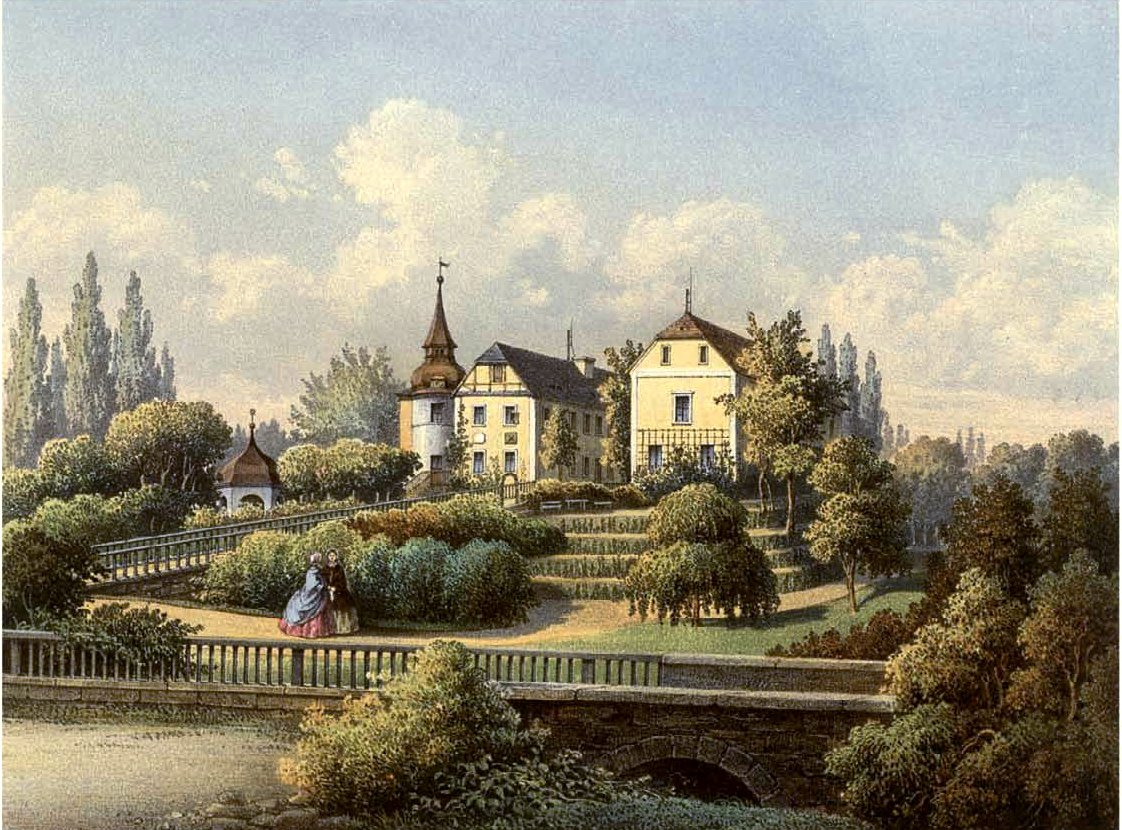
Adelsdorf na litografii z 19. století

Adelsdorfové byli starobylý slezský šlechtický rod, jehož stejnojmenné rodové sídlo Adelsdorf, dnes Zagrodno, leží v bývalém německém okrese Goldberg-Hainau, (polsky Złotoryja-Chojnów), dnes v Polsku v Dolnoslezském vojvodství, powiat Złotoryjski
V 16. století již vlastnili majetek Taschenhof (dnes část obce Nowy Kościół) a Leisersdorf (dnes Uniejowice) a později získali Kulmickau, Saul a další.
Hans von Adelsdorf byl v roce 1506 pánem Taschenhofu a jeho syn Heinrich roku 1548 taktéž, tak jako strýc Christoph 1586 majitelem Leisersdorfu.
Rodina a rodové panství se brzo začalo nazývat (a psát) Adelsdorf a rod jej až do 19. století vlastnil.
Gottlob Sigismund byl prokonsulem města Steinau, (dnes Ścinawa) a Carl von Adelsdorf odešel jako kapitán pruské armády v roce 1831 z aktivní služby. Brzy poté rod vymřel.